# Aulonothroscus angolensis
Aulonothroscus angolensis là một loài bọ cánh cứng trong họ Throscidae. Loài này được Fleutiaux miêu tả khoa học năm 1922.